# فرقة ياجر 100 (الفيرماخت)
فرقة ياجر 100، سابقًا فرقة المشاة الخفيفة 100 (الألمانية: 100. Leichte Infanterie Division ) كانت فرقة مشاة خفيفة للجيش الألماني خلال الحرب العالمية الثانية. على هذا النحو، تم تزويده بنقل جزئي للخيول أو المحركات والمدفعية الأخف. تم تقليل الفرق في الحجم مقارنة بفرق المشاة القياسية. خلال المراحل الأخيرة من الحرب، كان القسم يتألف من أعضاء من معظم المناطق الجغرافية في ألمانيا والعديد من الوالون الناطقين بالألمانية (بلجيكي / فرنسي).

## خلفية

كان الغرض الرئيسي من فرق ياجر الألمانية هو القتال في التضاريس المعاكسة حيث كانت تشكيلات أصغر ومنسقة أكثر من نظرائهم المشاة القياسية. كانت فرق ياجر أكثر تجهيزًا بشكل كبير من فرق المشاة الجبلية، ولكنها ليست مسلحة جيدًا مثل فرق المشاة الأكبر. في المراحل الأولى من الحرب، كانت الفرق واجهة القتال في التضاريس الوعرة والتلال وكذلك المناطق الحضرية ، بين الجبال والسهول في المراحل المتوسطة من الحرب، عندما تم تقليص فرق المشاة القياسية، أصبح هيكل ياجر من الفرق مع فوج المشاة الجدول القياسي للتنظيم. 
في عام 1944، أعلن أدولف هتلر أن جميع فرق المشاة أصبحت الآن فولكس غرينادير باستثناء فرق النخبة ياجر وياجر الذهبية. 

## القادة
- اللفتنانت جنرال ويرنر سان (10 أكتوبر 1940 - 31 يناير 1943)
- اللفتنانت جنرال ويليبالد أوتز (25 أبريل 1943 - 1 يناير 1945)
- اللواء أوتو شوري (1 فبراير 1945 - مايو 1945)

### قائمة المراجع
- هانز نيدهاردت ، ميت تان أوند إيتشنلوب - Kriegschronik der 100. Jäger Division vormals 100. Leichte Infanterie Division ، Leopold Stocker Verlag Graz-Stuttgart، (ردمك 3-7020-0373-8) .
- Muller، Rolf-Dieter (2012). The Unknown Eastern Front: The Wehrmacht and Hitler's Foreign Soldiers. New York: I.B. Taurus. ISBN:1-78076-072-8. مؤرشف من الأصل في 2020-04-07.  Muller، Rolf-Dieter (2012). The Unknown Eastern Front: The Wehrmacht and Hitler's Foreign Soldiers. New York: I.B. Taurus. ISBN:1-78076-072-8. مؤرشف من الأصل في 2020-04-07.  Muller، Rolf-Dieter (2012). The Unknown Eastern Front: The Wehrmacht and Hitler's Foreign Soldiers. New York: I.B. Taurus. ISBN:1-78076-072-8. مؤرشف من الأصل في 2020-04-07.
- Mitcham، Samuel W. (2007). German Order of Battle, Volume 2: 291st–999th Infantry Divisions, Named Infantry Divisions, and Special Divisions in World War II. Stackpole Books. ISBN:0-81173-437-4. مؤرشف من الأصل في 2020-04-07.  Mitcham، Samuel W. (2007). German Order of Battle, Volume 2: 291st–999th Infantry Divisions, Named Infantry Divisions, and Special Divisions in World War II. Stackpole Books. ISBN:0-81173-437-4. مؤرشف من الأصل في 2020-04-07.  Mitcham، Samuel W. (2007). German Order of Battle, Volume 2: 291st–999th Infantry Divisions, Named Infantry Divisions, and Special Divisions in World War II. Stackpole Books. ISBN:0-81173-437-4. مؤرشف من الأصل في 2020-04-07.